# Діяла (провінція)
Діяла (араб. ديالى) — провінція (мухафаза) в Іраку, що простягається на північний схід від Багдада до іранського кордону. Адміністративний центр — місто Баакуба. Інші великі міста — Ель-Халіс, Муктадія, Ханакін, Балад-Руз, Кіфрі, Бані-Саад, Джалаула. Площа території становить 19 076 км² з населенням 1443200 на 2011 рік.
Велика частина мухафази знаходиться біля річки Діяла, головної притоки Тигра. Через близькість до двох головних джерел води, основою економіки регіону є сільське господарство, насамперед вирощування фруктів у великих гаях фінікових пальм. Це помаранчева столиця Близького Сходу.

## Округи

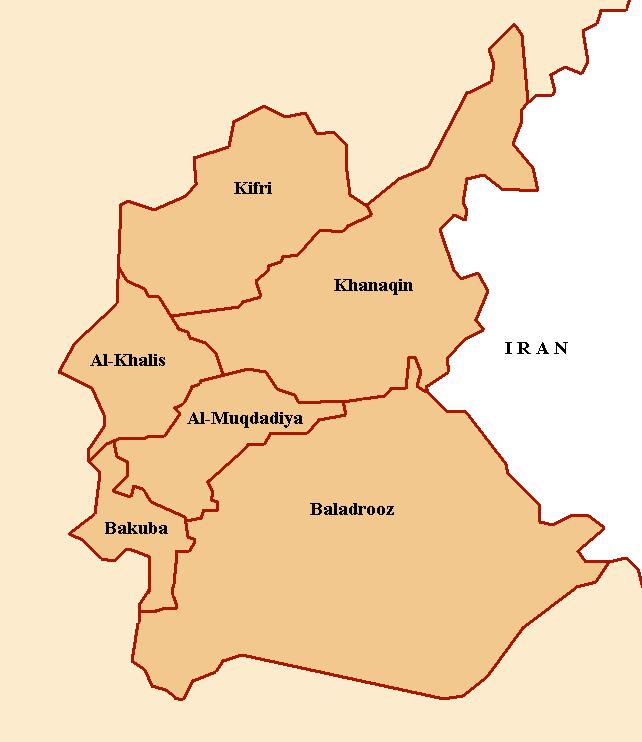

- Ель-Халіс
- Муктадія
- Баакуба
- Балад-Руз
- Ханакін
- Кіфрі